# زبيدة (حمص)
زبيدة قرية في ناحية قرى مركز حمص التابعة لمنطقة حمص في محافظة حمص في سورية.